# 주양자수
주양자수(principal quantum number)는 네 개의 양자수(주 양자수, 방위 양자수, 자기 양자수, 스핀 양자수)중의 하나로 n으로 나타낸다. 주 양자수는 오직 자연수의 값만을 가질 수 있다. 이는 오비탈의 전체적인 크기를 결정하는 양자수이며, 특히 수소 원자의 오비탈에서는 각 오비탈의 에너지 준위를 결정하는 유일한 양자수가 되기도 한다. 주 양자수가 커질 수록 오비탈이 커지고 전자가 높은 포텐셜 에너지를 가지게 되어 핵에 덜 매여있게 된다. 보어 모형에서 나타나는 유일한 양자수 이기도 하며 주 양자수는 각 "껍질"과 유사한 의미를 가진다. 또한, 주 양자수는 주기율표에서도 찾아볼 수 있는데, 각 주기의 원소들의 원자가 껍질의 주 양자수는 그 주기 번호와 같다.

## 유도
몇개의 양자수는 원자의 에너지 상태와 관련되어 있다.n, L, m, 그리고 s 의 네 숫자는 원자 내에서 한 전자의 파동함수 또는 오비탈이라 불리는 유일한 양자 상태를 정의 한다. 파울리 배타 원리에 따라 한 원자 내에서 두 전자는 같은 네 개의 양자수를 가지지 못한다. 양자역학에서 원자의 오비탈에 대한 슈뢰딩거 방정식을 풀었을 때 처음 세 개의 양자수가 나타난다. 따라서 세 양자수에 관한 방정식들은 서로 연관되어있다. 주 양자수는 파동 방정식의 방사상 부분의 해에서 나타난다.
슈뢰딩거 방정식은 실수 En 을 지닌 에너지 고유상태(eigenstate)를 En 이 정의하는 전체 에너지로 나타낸다. 수소원자 내에서 전자의 에너지는 다음과 같다.
{\displaystyle E_{n}={\frac {E_{1}}{n^{2}}}={\frac {-13.6{\text{ eV}}}{n^{2}}},\quad n=1,2,3,\ldots }
변수 n은 자연수이며 에너지 준위의 개념과 표기법은 보어 모형에서 유래한다. 슈뢰딩거 방정식은 보어의 이차원 모형을 삼차원 파동함수 모형으로 개발한 것이다.
보어 모형에서 허용된 궤도는 양자화된 각운동량에서 유도되었다.
{\displaystyle \mathbf {L} =n\cdot \hbar =n\cdot {h \over 2\pi }}
여기서 n = 1, 2, 3, … 는 주 양자수이고 h는 플랑크 상수이다. 각운동량의 크기는 방위 양자수로 나타내기 때문에 양자역학에서 이 공식은 옳지 않으나 에너지 준위는 정확하고 이는 고전적으로 포텐셜과 운동에너지의 합에 해당한다.
주 양자수 n 은 전체적인 오비탈의 에너지를 나타내고 핵과의 거리가 멀어짐에 따라 높은 에너지를 갖게 된다. 같은 n 을 가진 오비탈들의 집합을 흔히 전자 껍질 혹은 에너지 준위라고 부른다.
주 양자수는 지름 양자수, nr 과 관련이 있다.
{\displaystyle n=n_{r}+\ell +1\,}
L 은 방위 양자수이고 nr 은 방사상 파동함수의 마디의 수와 같다.

## 같이 보기
- 전각운동량 양자수
- 슈뢰딩거 방정식